# Sanije Torka
Sanije Torka (* 15. Januar 1944 in Beelitz) ist eine deutsche Sängerin und Künstlerin.

## Leben
Sanije Torka wurde als Kind von Ostarbeitern in Beelitz bei Potsdam geboren und wuchs bei Pflegeeltern und in DDR-Kinderheimen auf. Sie begann eine Lehre als Schlosserin und machte später eine Schauspielausbildung. Über Künstlerkreise war sie auch mit dem Drehbuchautor Wolfgang Kohlhaase bekannt.
Basierend auf ihrer Lebensgeschichte entstand der DEFA-Film Solo Sunny, der letzte Spielfilm des Regisseurs Konrad Wolf. Grundlage war ein 1976 geführtes, unveröffentlichtes Interview mit der Journalistin Jutta Voigt, die Wolfgang Kohlhaase das Interview zur Verfügung stellte, dem es wiederum als reale Grundlage für das Drehbuch des Films diente. Sanije Torka wird in dem Film nicht erwähnt, aber Jutta Voigt ist im Vorspann als Beraterin genannt. Der Spielfilm erhielt mehrere Auszeichnungen, unter anderem den Silbernen Bären der Berlinale 1980 für Renate Krößners Darstellung der „Sunny“.
Nach dem Mauerfall kam Sanije Torka wegen vielfacher Ladendiebstähle mit dem Gesetz in Konflikt. Ihre Lebensgeschichte wurde 2007 als Dokuporträt von Alexandra Czok unter dem Titel Solo für Sanije für den MDR verfilmt.

## Filmografie
- 1974: Visa für Ocantros
- 1974: Zum Beispiel Josef
- 1978: Polizeiruf 110: Schuldig (TV-Reihe)
- 1979: Des Drachens grauer Atem (TV)
- 1981: Polizeiruf 110: Harmloser Anfang (TV-Reihe)
- 1985: Sachsens Glanz und Preußens Gloria: Brühl – Die große Karriere